# Cantón de Le Bugue
El cantón de Le Bugue era una división administrativa francesa, que estaba situada en el departamento de Dordoña y la región de Aquitania.

## Composición
El cantón estaba formado por diez comunas:
- Campagne
- Fleurac
- Journiac
- Le Bugue
- Manaurie
- Mauzens-et-Miremont
- Saint-Avit-de-Vialard
- Saint-Cirq
- Saint-Félix-de-Reillac-et-Mortemart
- Savignac-de-Miremont

## Supresión del cantón de Le Bugue
En aplicación del Decreto nº 2014-218 de 21 de febrero de 2014, el cantón de Le Bugue fue suprimido el 22 de marzo de 2015 y sus 10 comunas pasaron a formar parte del nuevo cantón de Valle del Hombre.